# オスカルイーツ Oscar Eats
『オスカルイーツ Oscar Eats』はテレビ朝日『バラバラ大作戦』内で2020年10月8日から2021年3月25日まで放送されていたバラエティ番組。

## 概要
2020年9月まで放送されていた『オスカル!はなきんリサーチ』の後継番組。
美少女が深夜にデカ盛料理を作り、それを食べるさまを送る。第1回は1㎏のオムライスを、料理パートと大食いパートの2週に分けて放送する。

## 出演者
- 尾碕真花 - 料理担当。
- 井本彩花 - 食事担当。
- ロシアン佐藤 - 料理の先生。
- 実況：野上慎平 - 大食いパートのみ出演。

## スタッフ
- 企画：古賀誠一
- 編集：佐々木基次
- MA：市川将也
- 編成：岡村地郎、林智乃
- 宣伝：岸田慎介
- 衣装：市原昌顕
- イラスト：みさえる
- 美術：小山晃弘
- 美術進行：清水基恵
- 美術協力：テレビ朝日クリエイト、川口カツラ店
- 協力：オスカープロモーション
- 制作協力：BLUES MOBILE
- 構成：酒井義文
- 音効：小倉彩子
- AD：中田未来瑠
- AP：山田晃菜
- ディレクター：管家優人
- 演出：畠中洋介
- プロデューサー：佐藤尚子、山田健史、井上淳矢（BLUES MOBILE）、花田好昭（BLUES MOBILE）
- GP：奥田創史
- 制作：テレビ朝日ソリューション本部コンテンツ編成局第2制作部
- 制作著作：テレビ朝日

## 音楽
- エンディングテーマ『時つ風』Manam!